# Anthony Mensah
Pour les articles homonymes, voir Mensah.
Anthony Osei Kwadwo Mensah (né le 31 octobre 1972 à Kumasi au Ghana) est un joueur de football international ghanéen, qui évoluait au poste de gardien de but.

## Biographie

### Carrière en sélection
Avec l'équipe du Ghana, il joue 2 matchs (pour aucun but inscrit) en 1994. Il figure notamment dans le groupe des sélectionnés lors de la CAN de 1994.
Il participe également aux JO de 1992. Lors du tournoi olympique, il joue 5 matchs et atteint le stade des demi-finales.
Avec les sélections de jeunes il joue la Coupe du monde des moins de 16 ans 1989 organisée en Écosse.

## Palmarès
Ghana
- Jeux olympiques :
  -  Bronze : 1992.